# 钱业公所 (兰溪)
钱业公所，位于中华人民共和国浙江省金华市兰溪市云山街道云山路54号，徐氏宗祠东侧，建于清末民初，创建者包括绍兴帮、宁波帮以及本埠的钱业商人。每天上午，钱庄同行代表在此议息。建筑精美。
2017年1月19日，钱业公所作为兰溪商埠行业会所的子项，公布为第七批浙江省文物保护单位，属于古建筑类，编号7-139。2022年，钱业公所进行修缮。